# ロビン・マッコーリー
ロビン・マコーリー(Robin McAuley、1953年1月20日 - )はアイルランド出身のハード・ロック・シンガーである。
1987年から1989年にかけてはマイケル・シェンカーとともに「マコーリー・シェンカー・グループ」で活動。2006年からはサバイバーのシンガーとして活動している。また、2019年からはレブ・ビーチ（ギター）、ジェフ・ピルソン（ベース）、マット・スター（ドラム）と新バンド『ブラック・スワン (Black Swan)』を結成し活動。

## マコーリー・シェンカー・グループ
彼のキャリアにおいて良かれ悪しかれ最も大きなターニング・ポイントとなったのは、マイケル・シェンカーと結成したバンドでの活動である。マイケル・シェンカーと関わり合った人間の大半がそうなったように、彼もまたマイケル・シェンカーとの活動では得られたものもあれば失ったものもあった。
ともかく知名度が上がったという点では、マイケル・シェンカーとの活動は彼にとってメリットになったであろうし、制作されたアルバムはいずれもなかなか上質なハード・ロックであった。しかしマイケル・シェンカーという、ある種の人間にとって絶対不可侵のカリスマ（当時）との双頭バンドを組んでしまった彼には、マコーリー・シェンカー・グループに対する音楽的な面での批判のほぼ全てが向けられることとなったのである。この点は明確に彼にとってのデメリットであった。というのも、現在でもある種のハード・ロック・ファンから彼は「マイケル・シェンカーと組んでいた低能なシンガー（の一人）」と見なされ続けているのだ。
だが、マイケル・シェンカーに関わったシンガーでこのような目に遭わなかった人間はごく少ない。グラハム・ボネットとフィル・モグ、クラウス・マイネの3人だけと言っても良いほどである。言ってみれば、マイケル・シェンカーと同等かそれ以上のメジャーなキャリアを持つシンガー以外は必ず辿る道なのである。

## 参加アルバム
- Grand Prix - There for None to See (1982)
- Grand Prix - Samurai (1983)
- Far Corporation - Division One (1985)
- McAuley Schenker Group - Perfect Timing (1987)
- McAuley Schenker Group - Save Yourself (1989)
- McAuley Schenker Group - M.S.G. (1992)
- GMT - War Games (1991)
- Far Corporation - Solitude (1994)
- Robin McAuley - Business as Usual (1999)

- Elements Of Friction -Elements Of Friction (2001)
- V-PROJECT - Lost Demos (2001)
- Warmth In The Wilderness - Tribute To Jason Becker (2001)
- Michael Schenker Fest - Resurrection (2018)
- Michael Schenker Fest - Revelation (2019)
- Black Swan - Shake the World (2020)
- Robin McAuley - Standing on the Edge (2021)
- Black Swan - Generation Mind (2022)